# Valdeir (football, 1967)
Pour les articles homonymes, voir Valdeir.
Celso Moreira Valdeir dit Valdeir, né le 31 décembre 1967 à Goiânia, est un footballeur brésilien. 

## Biographie
Sélectionné à 16 reprises en équipe du Brésil entre 1990 et 1993, cet attaquant réputé pour sa vitesse a évolué sous le maillot des Girondins de Bordeaux entre 1992 et 1996. Prêté à plusieurs reprises à des clubs brésiliens, il inscrit 11 buts lors de la saison 1994-1995, ce qui en fait le meilleur du club cette saison-là.

## Clubs successifs
- 1981-1989 : Atlético Clube Goianiense
- 1989-1992 : Botafogo de Futebol e Regatas
- 1992-1996 : Girondins de Bordeaux 
  - 1993 : São Paulo Futebol Clube  (prêt)
  - 1994 : Clube de Regatas do Flamengo  (prêt)
  - 1995-1996 : Fluminense Football Club  (prêt)
- 1997 : Clube Atlético Mineiro
- 1998 : TSV Munich 1860
- 1998 : Sport Club Internacional
- 1999 : Paraná Clube
- 2000 : Ceará Sporting Club
- 2000-2001 : Vila Nova Futebol Clube
- 2001-2003 : Madureira Esporte Clube [1]